# Emil Goll
Emil Goll (født 11. marts 1992) er en dansk forsanger i bandet Scarlet Pleasure.. Emil Goll startede sammen med sin barndomsven og medlem af bandet, Alexander Malone, at spille på et instrument i 8. klasse. Emil Goll valgte guitaren som sit instrument og blev ret god til det, har bandet senere nævnt i Vi er Scarlet Pleasure. Bandet manglede en sanger, og hverken Emil (sanger og guitarist), Joachim (trommer) eller Alexander (bas) gad at synge. De lavede deres egen sangaudition og den, der sang bedst, skulle være bandets forsanger. Det var så Emil, der sang bedst, og endte med at blive forsanger.
Emil er født i Aarhus, men flyttede til Gentofte som 9-årig, da hans far fik en jobmulighed i København. Han startede så på Rudolfsteiner-skolen Vidar i Gentofte, hvor Alexander allerede gik. Emil var et år yngre en resten af klassen, men fandt hurtigt sammen med bandets bassist Alexander.